# Urvillea laevis
Urvillea laevis är en kinesträdsväxtart som beskrevs av Ludwig Radlkofer. Urvillea laevis ingår i släktet Urvillea och familjen kinesträdsväxter. Inga underarter finns listade i Catalogue of Life.